# ブリュッセル自由大学

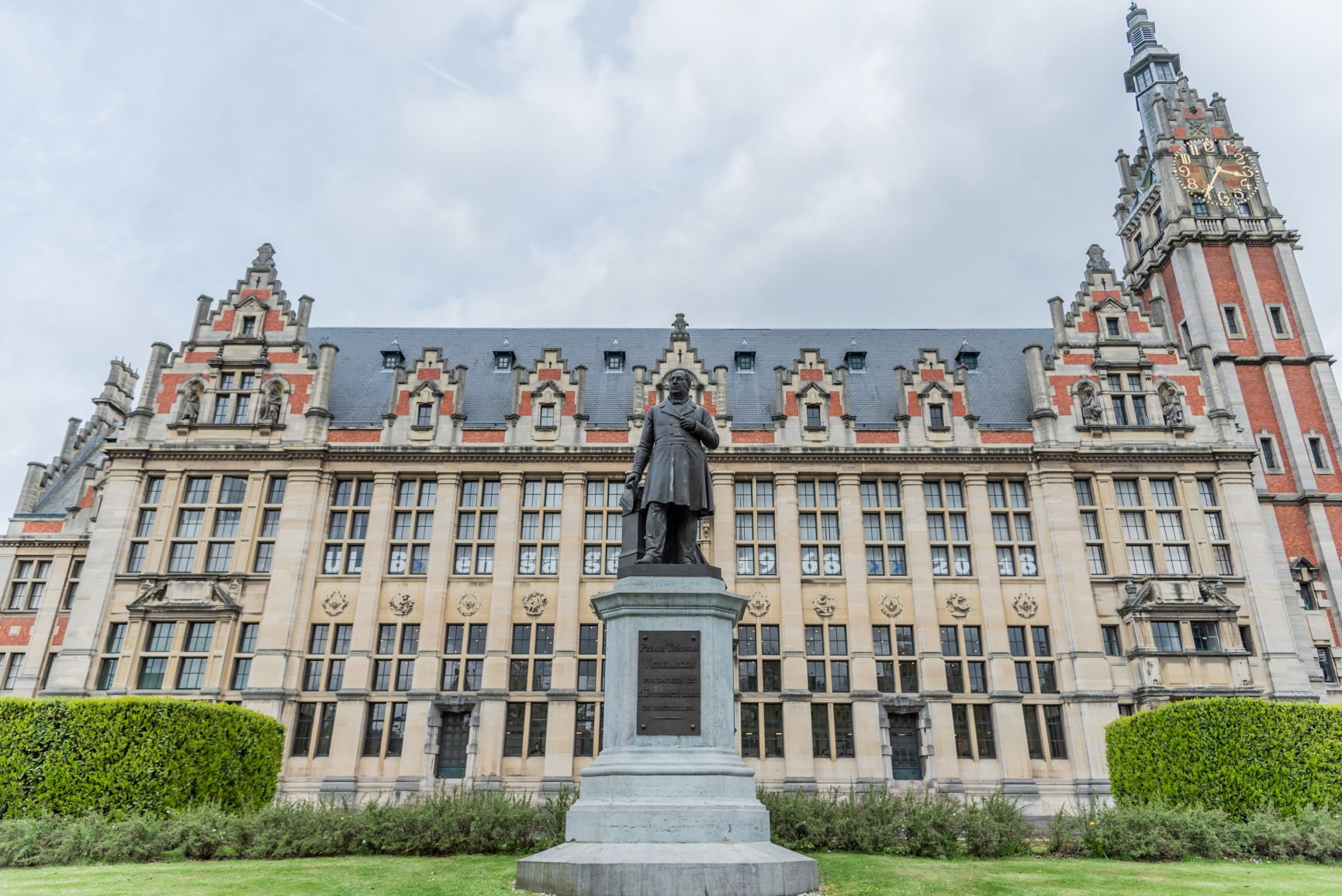
1920年代に建てられたブリュッセル自由大学の時計台（現在はフランス語大学のソルボッシュキャンパス内）

ブリュッセル自由大学（ブリュッセルじゆうだいがく、フランス語: Université Libre de Bruxelles）は、かつてベルギーの首都・ブリュッセルにあった大学である。1834年、世俗主義の原則に基づいて政治家ピエール・テオドール・ヴェルハーレンとオーギュスト・バロンによって設立された。言語戦争の間の1969年に、フランス語のUniversité libre de Bruxelles(ULB)とオランダ語のVrije Universiteit Brussel(VUB)に分裂したが、大学間の学術連携は現在も密接に行われている。日本の大学との共同学術研究も盛んである。

## 歴史

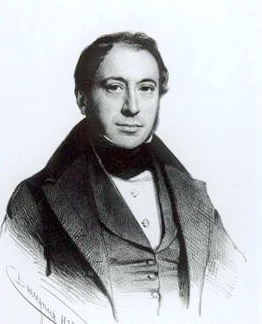
大学創立当初の提唱者の一人、ピエール・テオドール・ヴェルハーレン

1830年に起こったオランダからのベルギー独立革命の際、革命を起こした9つの州にはゲント大学、リエージュ大学、ルーヴェン大学の3校しか無かった。当時はブリュッセルがベルギーの首都として確立していったにもかかわらず、ブリュッセルには大学が無かったのである。このため、翌1831年、ブリュッセルのフリーメイソンの芸術、科学、教育分野のグループは市に大学を作る事にした。欧州で最もリベラルな憲法下で州立大学にするか私立大学にするかの選択の余地を作ったが結局後者にはならなかった。
既にある三大学の財政的負担がとても重い事に気付いた政府は、更にもう一つの州立大学に対して消極的姿勢を見せた。しかし、1834年にカトリック教会の主教がメヘレン・カトリック大学の設立を決定すると、多くの人が新しいカトリックの大学に対する世俗的な大学の必要性を認識した。政治家ピエール・テオドール・ヴェルハーレンとオーギュスト・バロンを中心としたフリーメイソンや知識階級はブリュッセルに大学を作る計画を進展させて資金が集められ、1834年11月20日、ブリュッセル市役所の一角にブリュッセル自由大学が開学した。この日は現在でも"St V"（聖ヴェルハーレンの日）として大学の祝日になっている。大学は政府からの補助金や助成金を受けておらず、収入は毎年の募金活動と授業料だけだったため、設立後、財政的に困難な時期に直面した。教授兼学長になったヴェルハーレンはミッションステートメントをまとめ、それを国王レオポルド1世へのスピーチで「政治や宗教の権威に影響されない『自由な探究』の原則と学問の自由」と要約した。
当大学のサッカーチームは、1900年パリオリンピックのサッカー競技で銅メダルを獲得した。第二次世界大戦の間に、学生の間でドイツ軍に対するレジスタンス運動組織Groupe Gが結成された。

### 大学の分割

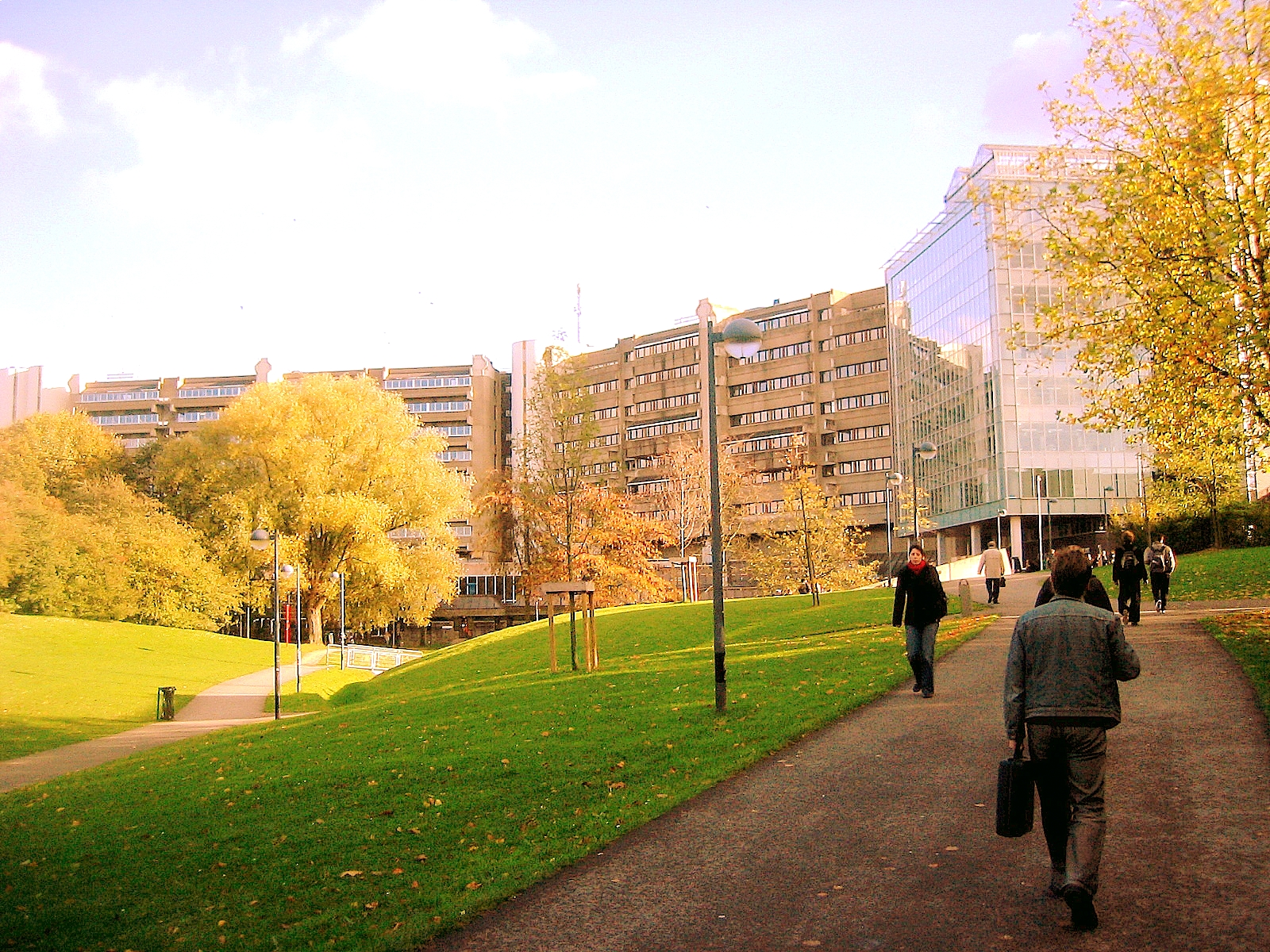
分割の結果、オランダ語のVrije Universiteit Brussel(VUB)は新しいキャンパスに移動した。

19世紀には、ブリュッセル自由大学の授業は当時のベルギーの上流階級の言語であるフランス語だけで行われていた。しかし、オランダ語圏の人々の権利の主張により、1935年には法学部の一部の授業でオランダ語が使われるようになった。しかし、全ての学部・分野が二言語対応をしたのは1963年だった。
1968年、ルーヴェン・カトリック大学が言語分裂を起こすと、翌1969年10月1日にはブリュッセル自由大学も2つの大学、フランス語のUniversité libre de Bruxelles(ULB)とオランダ語のVrije Universiteit Brussel(VUB)に分割された。1970年5月28日にベルギー国会が可決した法律によって、2つの大学は正式に別の法人となった。大学名はどちらも「ブリュッセル自由大学」を意味する。大学は分裂したものの、大学間の学術連携・協力は現在も密接に行われ、学生・教員・研究者の交流も盛んに行われている。
分割後はULBの方が有利になったと主張する人もいる。ほとんどの国際的なランキングで、ULBはVUBよりも高いランク付けがされている（2014-5年のTHE世界大学ランキングで201-225位）。ソルボッシュの歴史的建造物のほとんどはULBに移管された。一方、VUBは、ULB科学キャンパスの隣の新しい小さな敷地でのスタートとなり、1970年代に建設されたコンクリート製の建物が大部分を占めている。ほとんどの学術スタッフが英語で執筆し教授できることで、そのランキングはULBより低かったが（2014-5年の世界大学ランキングで351-400位）、最近では逆転している（2019-20年のTHE世界大学ランキングで両大学とも201-225位、QS世界ランキングではULBの251位に対しVUBは195位）。学部課程および大学院課程での指導はオランダ語と英語で行われている。